# Marc Copage
Marc Copage (Los Angeles, 21 giugno 1962) è un attore statunitense, noto soprattutto per la sua interpretazione nella serie televisiva Giulia (1968-71), primo attore bambino afro-americano a raggiungere popolarità alla televisione statunitense in un ruolo non-stereotipato.

## Biografia
Marc Copage nacque nel 1962 a Los Angeles, in California, figlio dell'attore John Copage.
Dopo i piccoli protagonisti delle Simpatiche canaglie degli anni venti e trenta, riproposti alla televisione negli anni cinquanta, e le prime interpretazioni drammatiche affidate a Steven Perry, Marc Copage non fu semplicemente un altro attore bambino afro-americano ad acquisire popolarità televisiva. Sull'onda della lotta per i diritti civili, per la prima volta la serie televisiva Giulia (1968-1971) intendeva offrire il modello di una famiglia afro-americana ben integrata, dove la madre single, rimasta vedova in seguito alla morte del marito nella guerra del Vietnam, lavorava come infermiera in uno studio medico in una comunità desegregata. Al piccolo attore si chiedeva di rifuggire da ogni atteggiamento stereotipato per mostrare la normalità di vita di un bambino afroamericano, anche se poi tale "normalità" era egualmente ben lontana dalla realtà di povertà ed emarginazione in cui la maggior parte della popolazione afroamericana allora viveva. Copage che era orfano di madre, dette in effetti una interpretazione molto realistica e personale del personaggio in quanto tese a vedere nell'attrice Diahann Carroll una figura materna sostitutiva.
Che i tempi fossero ancora difficili per gli attori bambini afroamericani, lo dimostra anche il fatto che a parte lo show nel quale fu protagonista, allo stesso Copage non si offrirono altri spazi di lavoro alla televisione, se non la partecipazione occasionale ad alcune altre serie televisive. La strada aperta da Copage sarà seguita con successo da altri attori bambini afroamericani della stessa generazione come George Spell, Kevin Hooks, Laurence Fishburne ed Erin Blunt. Si dovrà comunque attendere fino al 1978 perché a due bambini afroamericani (Gary Coleman e Todd Bridges) fosse dato il ruolo di protagonisti in un'altra serie televisiva di successo, Il mio amico Arnold (1978-1986).
Interrotta nel 1975 la carriera attoriale, Copage studiò musica divenendo un musicista e ballerino jazz.. Dal 1981 riprese ad accettare piccole parti in produzioni televisive e cinematografiche. Il suo ultimo ruolo fu nel film Faccia a faccia (2000). Dopo quella data partecipò ad alcuni documentari (nel 2003, 2005 e 2011) a ricordare il ruolo pionieristico da lui avuto alla televisione statunitense come attore bambino afro-americano.

## Riconoscimenti
- Young Hollywood Hall of Fame (1970's)

## Filmografia

### Attore bambino, televisione (1968-75)
- Giulia (Julia), serie televisiva (1968-71) in 86 episodi
- Charlotte Wade Makes Lots of Shade, episodio della serie televisiva Il giovane Dr. Kildare (1972)
- Creepy-Peepy, episodio della serie televisiva The New Temperatures Rising Show, regia di Herbert Kenwith (1973)
- Ebenezer Sanford, episodio della serie televisiva Sanford and Son, regia di James Sheldon (1975)

### Attore, televisione e cinema (1981-90; 2000)
- Best of Times, film TV, regia di Don Mischer (1981)
- I Think I'm Having a Baby, episodio della serie televisiva CBS Afternoon Playhouse, regia di Arthur Allan Seidelman (1981)
- She Drinks a Little, episodio della serie televisiva ABC Afterschool Specials, regia di Arthur Allan Seidelman (1981)
- The Wave, TV short, regia di Alexander Grasshoff (1981)
- Bully for Arnold, episodio della serie televisiva Il mio amico Arnold (Diff'rent Strokes), regia di Gerren Keith (1985)
- Twisted Nightmare, regia di Paul Hunt (1987)
- Reno and Yolanda, episodio della serie televisiva CBS Summer Playhouse, regia di Joel Zwick (1987)
- Cop-a-Felliac (regia di Arlene Sanford) e Bang the Potts Slowly (regia di Fred Gerber), episodi della serie televisiva Cop Rock (1990)
- Faccia a faccia (The Kid), regia di Jon Turteltaub (2000)

### Documentari
- TV Land Awards: A Celebration of Classic TV, regia di Glenn Weiss (2003)
- "Changing Times and Trends", episodio della serie TV Land Confidential (2005)
- The Actor's Journey, regia di Stanley Livingston (2011)